# Karl Engisch

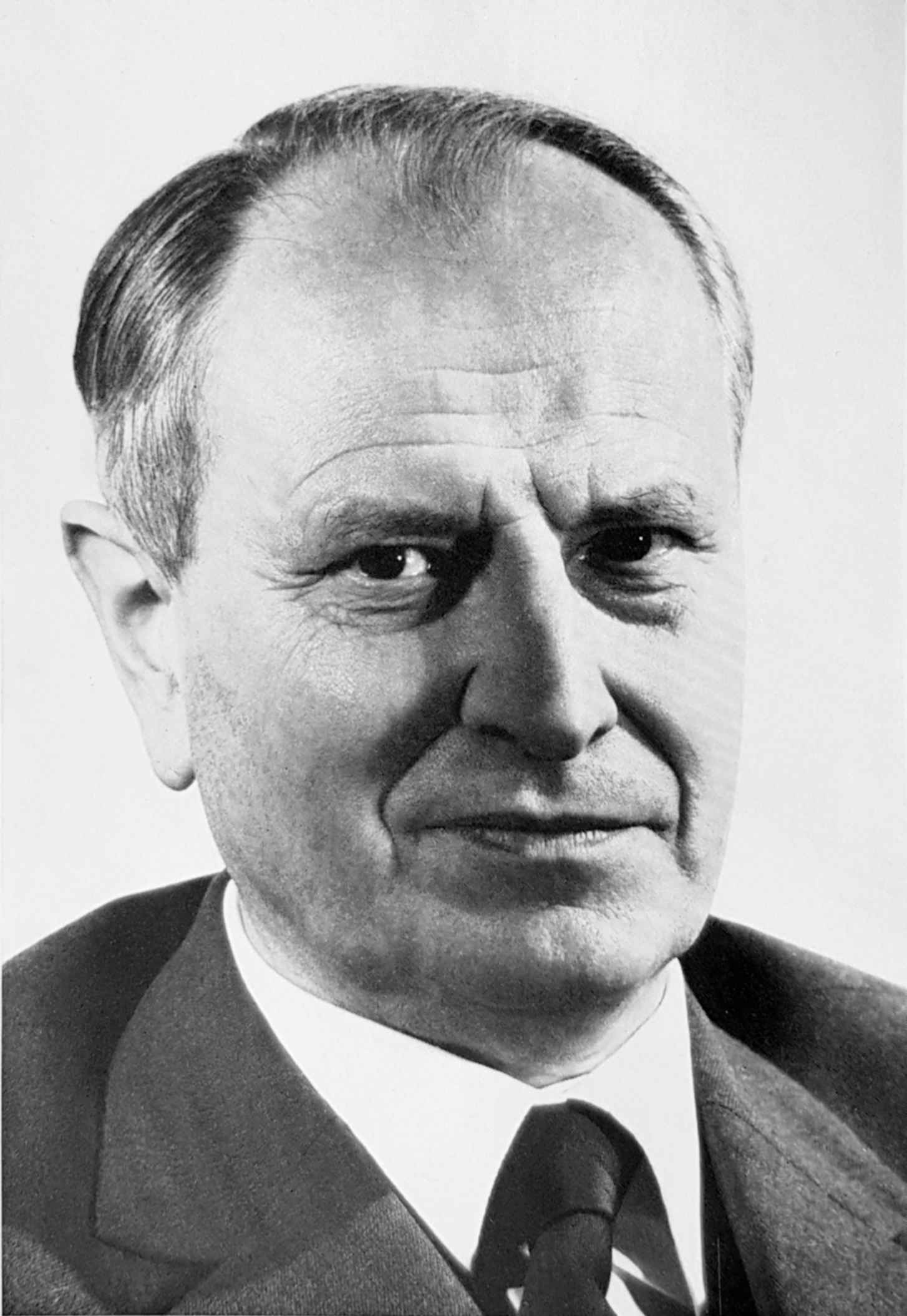
Karl Engisch um 1968

Karl Engisch (* 15. März 1899 in Gießen; † 11. September 1990 in Nieder-Wiesen) war ein deutscher Rechtswissenschaftler.

## Leben und Wirken
Engisch, den Hans Joachim Hirsch als einen der „herausragenden Strafrechtstheoretiker des vergangenen Jahrhunderts“ bezeichnet hat, wurde am 15. März 1899 in Gießen als Sohn eines hessischen Rechtsanwalts geboren. Nach seinem Abitur nahm Engisch noch mit 18 Jahren am Ersten Weltkrieg teil und wurde zweimal verwundet. Von 1918 bis 1921 studierte Engisch Rechtswissenschaft an der Ludwigs-Universität Gießen und der Ludwig-Maximilians-Universität München, u. a. bei Max Weber. In Gießen wurde er mit seinem jüngeren Bruder Ludwig Engisch (1900–1957) Mitglied des Corps Hassia. 1924 wurde er bei Otto Eger mit einer rechtsphilosophischen Arbeit über die Imperativentheorie promoviert.
Nach dem Rechtsreferendariat (1924–1927) betätigte sich Engisch eine Zeitlang als Rechtsanwalt in der Kanzlei seines Vaters, in der er die strafrechtlichen Fälle übernahm. 1929 habilitierte er sich in Gießen bei dem Kriminalisten Wolfgang Mittermaier (1867–1956) mit seiner noch heute häufig zitierten Monographie: Untersuchungen über Vorsatz und Fahrlässigkeit im Strafrecht. In dieser finden sich erste Überlegungen zu einem als „Weichenstellerfall“ bezeichnetem Gedankenexperiment. Zu seinen geistigen Vätern in der damaligen Zeit gehörte neben Mittermaier insbesondere der berühmte Strafrechtler Ernst Beling, dem Engisch auch seine Logische(n) Studien zur Gesetzesanwendung gewidmet hat, und der Philosoph Ernst von Aster (1880–1948). Nach Lehrstuhlvertretungen (1929–1934) in Freiburg im Breisgau, Gießen und München nahm Engisch zum Sommersemester 1934 einen Ruf auf den Lehrstuhl Gustav Radbruchs für Strafrecht, Strafprozessrecht und Rechtsphilosophie an der Ruprecht-Karls-Universität Heidelberg an.
Auch wenn Engisch die Machtergreifung Adolf Hitlers nicht ablehnte, bewahrte er sich stets seine kritisch-skeptische Grundhaltung. So weigerte er sich, jüdische Autoren in seinen Werken unzitiert zu lassen, selbst wenn viele seiner Kollegen diese als nicht mehr zitierfähig erachteten, und bewies Rückgrat, als im März 1935 die Fachschaft des Studentenbundes zum Boykott der Vorlesungen nichtarischer Professoren aufrief. Er protestierte, wenn auch vergeblich, als Dekan seiner Fakultät gegen Behinderung durch SA-Posten bei der Hochschulleitung. Er gehörte zu den Juristen, die das Eindringen der nationalsozialistischen Ideologie in die Rechtswissenschaft ablehnten, und vermied auch die Aufnahme solcher Gedankengänge in seine Bücher. Gleichwohl trat er zum 1. Mai 1937 in die NSDAP ein (Mitgliedsnummer 4.033.248) und bezog in einer Rezension im namhaften Archiv für die civilistische Praxis ausdrücklich Stellung für das Regime:
„Die Gesetze des nationalsozialistischen Staates sind Führerbefehle und als solche Recht. Richterliche und behördliche Zwangsreaktionen, die diesen Gesetzen widersprechen, sind kein Recht und können es auch nicht durch gleichsinnige Häufung werden. Ebensowenig könnten typische Zwangsreaktionen Recht heißen, die eklatant den Grundsätzen der nationalsozialistischen Rechtsanschauung zuwiderlaufen. Das sind schließlich Selbstverständnisse, die man sich fast auszusprechen geniert.“
Nach dem Krieg (1953) folgte Engisch einem Ruf der Universität München auf den Lehrstuhl Edmund Mezgers, nachdem er Rufe nach Leipzig (1936), Wien (1939) und Hamburg (1950) abgelehnt hatte. Beim Kongress des Kösener Senioren-Convents-Verbandes hielt er am 27. Mai 1955 die Festansprache in der Würzburger Residenz. In München wirkte er bis zu seiner Emeritierung im April 1967. 1971 kehrte Engisch nach Heidelberg zurück, wo er noch viele Jahre bis zu seinem Tod am 11. September 1990 als Honorarprofessor Vorlesungen zum Strafrecht und der Rechtsphilosophie hielt.
Engisch verstand es, in seinen Vorlesungen aus dem engen Rahmen fachwissenschaftlicher Erörterungen herauszutreten und Denkanstöße aus Philosophie und Literatur einzubringen. Aus dem Stegreif zitierte er Johann Wolfgang von Goethe, Immanuel Kant, Thomas Mann und Arthur Schopenhauer. Er erhielt die Ehrendoktorwürde der Universitäten Heidelberg, Mannheim und Saragossa, war Träger des Bayerischen Verdienstordens (Verleihung 1961) und Mitglied der Heidelberger und der Bayerischen Akademie der Wissenschaften (1938 bzw. 1956) sowie korrespondierendes Mitglied der Académie royale des Sciences, des Lettres et des Beaux-Arts de Belgique (1971). Engisch gehörte ebenfalls zu den Mitherausgebern der Zeitschrift für die gesamte Strafrechtswissenschaft (ZStW) und der Zeitschrift Rechtstheorie und besaß eine der größten Privatbibliotheken der damaligen Zeit, von der ein Teil in ein Nebengebäude auf dem Lande ausgelagert war.
Sein unter Studenten wohl bekanntestes Werk Einführung in das juristische Denken erschien zuerst 1956 und wurde seither immer wieder aktualisiert und neu aufgelegt. Die 12. Auflage erschien 2018 (hg. von Thomas Würtenberger und Dirk Otto).
Engisch war seit 1924 mit der 1973 verstorbenen Thekla geb. Schudt verheiratet. Der Ehe entstammen die Töchter Irmgard Engisch (* 1925) und Renate Behler geb. Engisch (* 1926).

## Schriften (Auswahl)
Selbstständige Schriften und Aufsätze sind überwiegend der Monographie Maschkes Gerechtigkeit durch Methode: Zu Karl Engischs Theorie des juristische Denkens. S. 281 ff., entnommen. Ein weiteres Verzeichnis der Schriften Engischs befindet sich am Ende der Engisch-Festschrift (hrsg. von Paul Bockelmann u. a.) aus dem Jahr 1969.

### Selbstständige Schriften
- Die Imperativentheorie, Diss. jur., Gießen 1924 (unveröffentlicht), im Auszug abgedruckt In: Auszüge aus den der juristischen Fakultät der Universität Gießen vorgelegten Dissertationen. Gießen 1925, S. 42–47 (Fakultätsakten).
- Untersuchungen über Vorsatz und Fahrlässigkeit, Berlin 1930; Neudruck, Aalen 1964.
- Die Kausalität als Merkmal der strafrechtlichen Tatbestände, Tübingen 1931. Umbruchidentischer Nachdruck mit einem Geleitwort von Ingeborg Puppe, Mohr Siebeck, Tübingen 2021, ISBN 978-3-16-160070-8.
- Die Einheit der Rechtsordnung, Heidelberg 1935; unveränd. Nachdruck mit einem Geleitwort von Arthur Kaufmann, Darmstadt 1987.
- Logische Studien zur Gesetzesanwendung, Heidelberg 1943; 2. Auflage, ebd. 1960; 3., ergänzte Auflage, ebd. 1963.
- Logik der Rechtswissenschaften, unveröffentlichte Mitschrift der gleichnamigen Vorlesung, gehalten an der Universität Heidelberg im Sommersemester 1947.
- Euthanasie und Vernichtung lebensunwerten Lebens in strafrechtlicher Beleuchtung, Stuttgart 1948.
- Vom Weltbild des Juristen, Heidelberg 1950; 2., durch ein Nachwort erweiterte Auflage ebd. 1965.
- Die Idee der Konkretisierung in Recht und Rechtswissenschaft unserer Zeit, Heidelberg 1953; 2., ergänzte Auflage ebd. 1968.
- Einführung in das juristische Denken, Stuttgart 1956; 8. Auflage ebd. 1983; 9.–12. Auflage, hrsg. von Thomas Würtenberger und Dirk Otto, ebd. 1997–2018, ISBN 978-3-17-035181-3, 13., aktual. Auflage 2024 bei Kohlhammer, ISBN 978-3-17-044919-0; portugiesische Übersetzung, Lissabon 1965; spanische Übersetzung, Madrid 1967; griechische Übersetzung, Athen 1981.
- Die Lehre von der Willensfreiheit in der strafrechtsphilosophischen Doktrin der Gegenwart, Berlin 1963.
- Wahrheit und Richtigkeit im juristischen Denken, Münchener Universitätsreden, NF, H. 35, München 1963; ebenfalls In: Beiträge zur Rechtstheorie, hrsg. von Paul Bockelmann, Arthur Kaufmann, Ulrich Klug, Frankfurt a. M. 1984, S. 286–310; ebenfalls In: Rechtsphilosophie oder Rechtstheorie?, hrsg. von Gerd Roellecke, Darmstadt 1988, S. 262–288.
- Auf der Suche nach der Gerechtigkeit, Hauptthemen der Rechtsphilosophie, München 1971.
- Der Arzt an den Grenzen des Lebens: strafrechtliche Probleme des Lebensschutzes, Bonn 1973.
- Beiträge zur Rechtstheorie, hrsg. von Paul Bockelmann, Arthur Kaufmann, Ulrich Klug, Frankfurt a. M. 1984.

Mitverfasser
Schuld und Sühne. 13 Vorträge über den Deutschen Strafprozeß, 1960.
Die ärztliche Aufklärungspflicht aus rechtlicher und ärztlicher Sicht, Köln 1970.

### Aufsätze (Auswahl)
- Notstand und Putativnotstand, In: MschKrim 23 (1932), S. 420–429
- Interessenjurisprudenz und Strafrecht, In: MSchKrim 25 (1934), S. 65–86.
- Zur phänomenologischen Methode im Strafrecht, In: ARSP 30 (1936/1937), S. 130–149.
- Wesensschau und konkretes Ordnungsdenken im Strafrecht, In: MSchKrim 29 (1938), S. 133–148.
- Logik der Rechtswissenschaft, In: Geistige Arbeit, Zeitschrift aus der wissenschaftlichen Welt, 8. Jhg. (1941), Nr. 7, S. 1–3.
- Der finale Handlungsbegriff, In: Probleme der Strafrechtserneuerung, Festschrift für Eduard Kohlrausch, Berlin 1944, S. 141–179.
- Der Begriff der Rechtslücke. Eine analytische Studie zu Wilhelm Sauers Methodenlehre, In: Festschrift für Wilhelm Sauer, Berlin 1949, S. 85–102.
- Der rechtsfreie Raum, In: ZStaatW 108 (1952), S. 385–430; ebenfalls In: Beiträge zur Rechtstheorie, hrsg. von Paul Bockelmann, Arthur Kaufmann, Ulrich Klug, Frankfurt a. M. 1984, S. 9–64; spanische Übersetzung, Córdoba 1964.
- Die normativen Tatbestandselemente im Strafrecht, In: Festschrift für Edmund Mezger, München und Berlin 1954, S. 127–163.
- Sinn und Tragweite juristischer Systematik, In: Studium Generale, 10. Jhg. (1957), S. 173–190; ebenfalls In: Beiträge zur Rechtstheorie, hrsg. von Paul Bockelmann, Arthur Kaufmann, Ulrich Klug, Frankfurt a. M. 1984, S. 88–125.
- Tatbestandsirrtum und Verbotsirrtum bei Rechtfertigungsgründen, In: ZStW 1984, S. 88–125.
- Die Relativität der Rechtsbegriffe, In: Deutsche Landesreferate zum V. internationalen Kongress für Rechtsvergleichung in Brüssel 1958, Berlin 1958.
- Aufgaben einer Logik und Methodik des juristischen Denkens, In: Studium Generale, 12. Jhg. (1959), S. 76–87; ebenfalls In: Beiträge zur Rechtstheorie, hrsg. von Paul Bockelmann, Arthur Kaufmann, Ulrich Klug, Frankfurt a. M. 1984, S. 65–87.
- Der Unrechtstatbestand im Strafrecht. Eine kritische Betrachtung zum heutigen Stand der Lehre von der Rechtswidrigkeit im Strafrecht, In: Hundert Jahre deutsches Rechtsleben, Festschrift zum hundertjährigen Bestehen des deutschen Juristentages, 1860–1960, Bd. 1, Karlsruhe 1960, S. 401–437.
- Zur Natur der Sache im Strafrecht, In: Festschrift für Eberhard Schmidt, Göttingen 1961, S. 90–121, ebenfalls In: Die ontologische Begründung des Rechts (ed. Arthur Kaufmann), Darmstadt 1965, S. 204–243.
- Vom Sinn des hypothetischen juristischen Urteils, In: Existenz und Ordnung, Festschrift für Erik Wolf, Frankfurt a. M. 1962, S. 398–420; ebenfalls In: Beiträge zur Rechtstheorie, hrsg. von Paul Bockelmann, Arthur Kaufmann, Ulrich Klug, Frankfurt a. M. 1984, S. 169–219.
- Form und Stoff in der Jurisprudenz, In: Festschrift für Fritz von Hippel, Tübingen 1967, S. 63–94; ebenfalls In: Beiträge zur Rechtstheorie, hrsg. von Paul Bockelmann, Arthur Kaufmann, Ulrich Klug, Frankfurt a. M. 1984, S. 251–158.
- Recht und Sittlichkeit in der Diskussion der Gegenwart, In: Wahrheit und Verkündigung, Michael Schmaus zum 70. Geburtstag, München, Paderborn, Wien 1967, S. 1743–1760.
- Tun und Unterlassen, In: Festschrift für Wilhelm Gallas, Berlin, New York 1973, S. 163–196.
- Begriffseinteilung und Klassifikation in der Jurisprudenz, In: Festschrift für Karl Larenz zum 70. Geburtstag, München 1973, S. 125–153; ebenfalls In: Beiträge zur Rechtstheorie, hrsg. von Paul Bockelmann, Arthur Kaufmann, Ulrich Klug, Frankfurt a. M. 1984, S. 126–155.
- Logische Überlegungen zur Verbrechensdefinition, In: Festschrift für Hans Welzel, Berlin, New York 1974, S. 343–378; ebenfalls In: Beiträge zur Rechtstheorie, hrsg. von Paul Bockelmann, Arthur Kaufmann, Ulrich Klug, Frankfurt a. M. 1984, S. 156–195.
- Über Negationen in Recht und Rechtswissenschaft, In: Festschrift für Heinrich Henkel, Berlin, New York 1974, S. 47–74; ebenfalls In: Beiträge zur Rechtstheorie, hrsg. von Paul Bockelmann, Arthur Kaufmann, Ulrich Klug, Frankfurt a. M. 1984, S. 220–250.
- Formale Logik, Begriff und Konstruktion in ihrer Bedeutung und Tragweite für die Rechtswissenschaft, In: Festschrift für Ulrich Klug, Band 1, Köln 1983, S. 33–54.
- Subsumtion und Rechtsfortbildung, In: Richterliche Rechtsfortbildung. Erscheinungsformen, Auftrag, Grenzen. Festschrift für die juristischen Fakultät zur 600-Jahr-Feier der Ruprechts-Karl-Universität Heidelberg, Heidelberg 1986, S. 3–9.

Engisch veröffentlichte des Weiteren zahlreiche Rezensionen und Literaturberichte.